# Пентаплатинаевропий
Пентаплатинаевропий — бинарное неорганическое соединение
платины и европия
с формулой Pt5Eu,
кристаллы.

## Получение
- Сплавление стехиометрических количеств чистых веществ [1]:

{\displaystyle {\mathsf {5Pt+Eu\ {\xrightarrow {1200^{o}C}}\ EuPt_{5}}}}

## Физические свойства
Пентаплатинаевропий образует кристаллы
ромбической сингонии,

параметры ячейки a = 0,5305 нм, b = 0,9100 нм, c = 2,6366 нм, Z ≈ 12
структура типа пентамедькальция CaCu5 со сверхструктурными искажениями
.